# Калинівка (Євпаторійський район)
Кали́нівка (МФА: [kɐˈɫɪɲiu̯kɐ] ( прослухати); до 1945 року — Абла́к-Аджи́, крим. Ablaq Acı) — село Євпаторійського району Автономної Республіки Крим. Розташоване на заході району.